# Јерменско гробље у Џулфи
Јерменско гробље у Џулфи је древно гробље у близини града Џулфе у аутономној републици Нахчиван у Азербејџану, у коме се налазило око 10.000 камених надгробних споменика. Надгробни споменици су били хачкари, карактеристични за средњовековну хришћанску јерменску уметност, од црвенкастог или наранџастог камена, слични стећцима. Крајем 1990-их, након завршетка рата за Нагорно-Карабах, гробље је и даље било на свом месту, али су тада азербејџанске власти покренуле систематску кампању уништавањa споменика. Мали број споменика је спашен пре њиховог уништења и данас се налазе у Јерменији.
Најстарији хачкари пронађени на гробљу у Џулфи, смештеном у западном делу града, датирани су од деветог до десетог века, али се њихова градња, као и осталих сложено украшених гробних обележја, наставила до 1605. године, када је шах Абас I Велики, владар сафавидске Персије одлучио да евакуише регион водећи политику спаљене земље и наредио да се град уништи и преселе сви његови становници како би спречио да његово богатство и становништво падну у османске руке.
Поред хиљада хачкара, Јермени су подигли и бројне надгробне споменике у облику овнова, који су били замршено украшени хришћанским мотивима и гравурама. Француски путник, Александар де Род је 1648. године описао посету јерменском гробљу у Јулфи, набројивши око 10.000 споменика. Међутим, многи хачкари су уништени од овог периода па надаље, до те мере да је само 5.000 избројано да стоји 1903–1904. 
Вазкен С. Гоугасиан, пишући у Encyclopædia Iranica, описао је гробље као „до краја 20. века највидљивији материјални доказ за славну јерменску прошлост Џулфе“.

## Реакције
Јерменске власти и међународне организације уложиле су више протеста осуђујући азербејџанску владу и позивајући је да заустави уништавање споменика. 2006. године Азербејџан је онемогућио посланицима Европског парламента да посете локацију са намером да се утврди стање у коме се налази културно наслеђе. Власти су прозвале посланике због њиховог „пристрасног и хистеричног приступа" случају и рекле да ће мисији дозволити посету само ако посети и локације на територијама под јерменском окупацијом. 2007. године делегација Парламентарне скупштине Савета Европе је покушала поново да посети локацију са намером да посети и Баку, Јереван, Тбилиси и Нагорно-Карабах (де факто Азербејџан, под контролом јерменских снага). Овог пута, влада Азербејџана уложила је приговор на намеру мисије да на територију Нагорно-Карабаха уђе са територије Јерменије и затражила да у тај регион уђу из Азербејџана. Због затворене линије раздвајања и потпуне забране посете региону из Азербејџана до евентуалне реинтеграције, у Нагорно-Карабах се не може ући из Азербејџана. Овом приликом, јерменска влада издала је саопштење у којем осуђује азербејџанску опструкцију мисије изазвану „искључиво због намере да се прикрије рушење јерменских споменика у Нахчивану“. Влада Исламске Републике Иран такође је изразила забринутост због уништења споменика. Локалитет се налази на граници са Ираном, а видљив је са друге обале реке са које је снимљена акција уништавања споменика од стране азербејџанских војника. У априлу 2011. године, амерички амбасадор у Азербејџану Метју Брајза посетио је Нахчиван, али су га азербејџанске власти спречиле да посети и Џулфу.

## Очувани споменици
- 1576. година
- 1602. година
- XVI век
- XVI век
- 1602. година